# Towamensing Trails, Pennsylvania
Towamensing Trails, Pennsylvania (енгл. Towamensing Trails) насељено је место без административног статуса у америчкој савезној држави Пенсилванија.

## Демографија
По попису из 2010. године број становника је 2.292.
| Група             | 2000.    | 2010.         |
| Белци             | 0 (0,0%) | 1.917 (83,6%) |
| Афроамериканци    | 0 (0,0%) | 176 (7,7%)    |
| Азијати           | 0 (0,0%) | 21 (0,9%)     |
| Хиспаноамериканци | 0 (0,0%) | 169 (7,4%)    |
| Укупно            | 0        | 2.292         |